# Andrea Bakula
Andrea Bakula (Zagreb, 15. kolovoza 1981.), hrvatska stolnotenisačica.
Nastupila je na Olimpijskim igrama 2000., a natjecanje je završila u drugom kolu. Na OI 2004. pojedinačno je nastupila u prvom kolu.
Na Mediteranskim igrama 2001. je osvojila brončanu medalju u parovima. Na europskim prvenstvima je osvojila dvije srebrne (2003. i 2005.) i dvije brončane (2000. i 2008.) medalje u ekipnoj konkurenciji.
Bila je članica Velike Gorice, zagrebačkih Marathona i Mladosti te njemačkih klubova Kroppacha i Langweida.